# Nenad Šipek
Nenad Šipek poznat kao i "Leteći Zagorec" (13. svibnja 1974, Zabok - ) najtrofejniji je vozač motocross-a u Hrvatskoj.
Motocrossom se počeo baviti vrlo rano,pod utjecajem svoga oca Jurja Šipeka,aktivno se počinje takmičiti kasnije kao tinejdžer, pa sve do pod kraj 2012. kad se odlučio povući iz aktivnog bavljenja u sportu...
Njegovu karijeru su obilježili brojni uspjesi no i razne nedaće poput padova i ozljeda zbog kojih je i odlučio završiti karijeru...
Ukupno 18 puta osvojio naslov Prvaka Hrvatske
Proglašavan je nekoliko puta najboljim Hrvatskim motociklistom...
Iako je bio vrlo uspješan u sportu dosta je toga falilo,ponajviše financija gdje su uskakali i brojni sponzori...No Šipek i sam kaže da je imao veću potporu mogao bi ostvariti i puno više.
Bio je više puta predvodnik hrvatske reprezentacije na Motocross of Nations, član je bio reprezentacije koja je u Brazilu 1999. ostvarila najbolji hrvatski rezultat na tom natjecanju s 12. mjestom...
Među većim uspjesima svakako treba naglasiti osvajanje titule Prvaka Europe 1999. u open kategoriji, također i kasnije mnogobrojne pobjede na utrkama Prvenstva Europe,među kojima treba spomenuti onu 13.05.2012 u Slovenskim Brežicama i to baš na svoj rođendan, tu je svakako i 3. mjesto na utrci Svjetskog prvenstva klase MX3 održanog 2006. u Jastrebarskom.
Iako se Nenad povukao iz aktivnog bavljenja motocross-om vrlo je čest na utrkama domaćeg prvenstva,,no ako uhvati vremena,naime on trenira trenutno vodećeg vozača u MX3 Prvenstvu Svijeta Slovenca Klemena Gerčara

## Karijera
1987. Prvi nastup na Prvenstvu Jugoslavije u Zelini, klasa 80 ccm
1988. 6. u Prvenstvu Jugoslavije 80 ccm
1989. 2. u Prvenstvu Jugoslavije 80 ccm
1990. 22. u Prvenstvu Jugoslavije 125 ccm
1991. vožene samo dvije utrke PJ u klasi 125 ccm
1992. Prvak Hrvatske u 125 ccm
1993. Prvak Hrvatske u 125 ccm
1994. 2. u PH 250 ccm
1995. 2. u PH 250 ccm
1996. Prvak Hrvatske u 250 ccm (MX i SX)
1997. Prvak Hrvatske u 250 ccm (MX i SX)
1998. Prvak Hrvatske u 250 ccm (MX i SX), Viceprvak Europe 250 ccm
1999. Prvak Hrvatske u 125 ccm i 250 ccm (MX i SX), PRVAK EUROPE
2000. Prvak Hrvatske u 450 ccm (MX i SX), 49. na Svjetskom prvenstvu500 ccm
2001. Prvak Hrvatske u 450 ccm (MX i SX), 46. na SP 500 ccm
2002. Prvak Hrvatske u 450 ccm (MX i SX), 49. na SP 250 ccm i 52. na SP 125 ccm
2003. Prvak Hrvatske u 450 ccm (MX i SX),
2004. Prvak Hrvatske u 450 ccm (MX i SX), 21. na SP MX 3
2005. Prvak Hrvatske u 450 ccm (MX i SX), 11. na SP MX 3
2006. 7. u PH (nenastupanje zbog ozljede), 3. na Velikoj nagradi Hrvatske Svjetsko prvenstvo MX 3, 13. na SP MX 3 (nije vozio šest zadnjih utrka)
2007. Prvak Hrvatske u 450 ccm (MX i SX), 12. na SP MX 3 (vozio samo osam utrka)
2008. Prvak Hrvatske u 450 ccm (MX i SX)
2009. Prvak Hrvatske u 250 i 450 ccm (MX i SX), 28. na SP MX 3
2010. Prvak Hrvatske u 450 ccm (MX i SX), pobjeda na utrci Europskog prvenstva MX 3 u Rumunjskoj, 12. u poretku EP MX 3
2011. Prvak Hrvatske u 450 ccm (MX i SX), 4. na EP MX 3, 17. na SP MX 3
2012. Prvak Hrvatske u 450 ccm (MX i SX), Pobjednik utrke EP u Brežicama MX 3.
-16 godina za redom najbolji sportaš grada Zaboka i Krapinsko-zagorske županije
- 1999. 4. sportaš Hrvatske u izboru Sportskih novosti
-15 godina za redom najbolji motociklist Hrvatske
-osvajač dvije zlatne kacige za motokros i superkros, te dijamantne za motokros
-najtrofejniji hrvatski motokrosist i motociklist svih vremena
-0d 1995. stalni reprezentativac Hrvatske